# Oecetis tetragona
Oecetis tetragona är en nattsländeart som beskrevs av G. Marlier 1965. Oecetis tetragona ingår i släktet Oecetis och familjen långhornssländor. Inga underarter finns listade i Catalogue of Life.